# Eriocaulaceae
Die Eriocaulaceae oder Pfeifenwurzgewächse sind eine Pflanzenfamilie, die zur Ordnung der Süßgrasartigen (Poales) gehört. Die etwa zwölf Gattungen mit etwa 1400 Arten sind vor allem in den Tropen und Subtropen verbreitet, am artenreichsten in Südamerika und gedeihen hauptsächlich in größeren Höhenlagen oder auf Hochebenen. Wenige Arten kommen in den gemäßigten Gebieten vor, etwa im östlichen Nordamerika, auf den Britischen Inseln und in Japan.

## Beschreibung

### Vegetative Merkmale
Es sind einjährige oder ausdauernde krautige Pflanzen, die meist klein sind. Manche Arten sind Wasserpflanzen. Die wechselständig, meist spiralig und rosettig an der Basis der Pflanze angeordneten Laubblätter sind einfach, ungestielt, parallelnervig, grasartig geformt und ganzrandig. Die Stomata sind parazytisch.

### Generative Merkmale
In kopfigen Blütenständen sind viele Blüten zusammengefasst. Sie sind meist einhäusig (monözisch) oder selten zweihäusig (diözisch) getrenntgeschlechtig. Die Blüten sind immer eingeschlechtig, entweder männliche und weibliche Blüten an einer Pflanze oder seltener an verschiedenen Pflanzen. Die Blüten sind radiärsymmetrisch bis stark zygomorph und zwei- bis dreizählig. Die zwei bis drei Kelchblätter sind selten verwachsen. Die zwei bis drei Kronblätter sind selten zu einem haarigen Lappen verwachsen. Die männlichen Blüten enthalten ein oder zwei Kreise mit je zwei oder drei Staubblättern. Eine für die Familie besonders typische Eigenschaft ist, dass die dreizelligen Pollenkörner spiraperturat sind. Die weiblichen Blüten weisen Staminodien (reduzierte Staubblätter) auf. Die zwei oder drei Fruchtblätter sind zu einem oberständigen Fruchtknoten verwachsen. Jedes Fruchtknotenfach enthält in apicaler Plazentation nur eine Samenanlage. Die zwei oder drei Griffel sind vollkommen frei, teilweise oder vollkommen verwachsen. Nur bei Eriocaulon sind Nektarien in den Blüten vorhanden.
Es werden Kapselfrüchte gebildet. Die Samen enthalten Stärke.
Die Basischromosomenzahl beträgt x = 8 oder 10.

## Systematik und Verbreitung

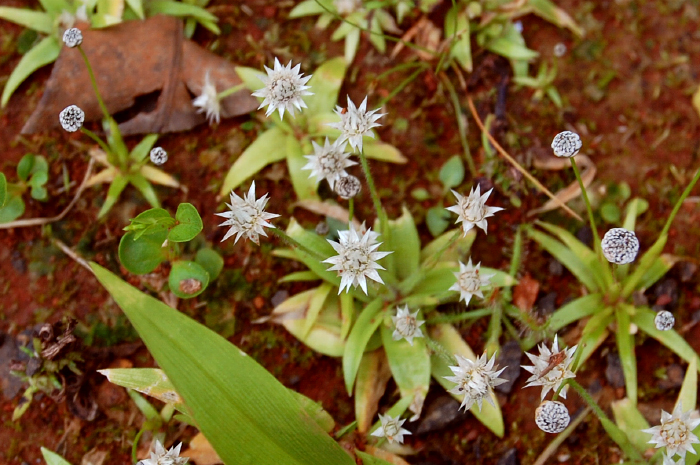
Unterfamilie Eriocauloideae: Habitus und Blütenstand von Eriocaulon stellulatum

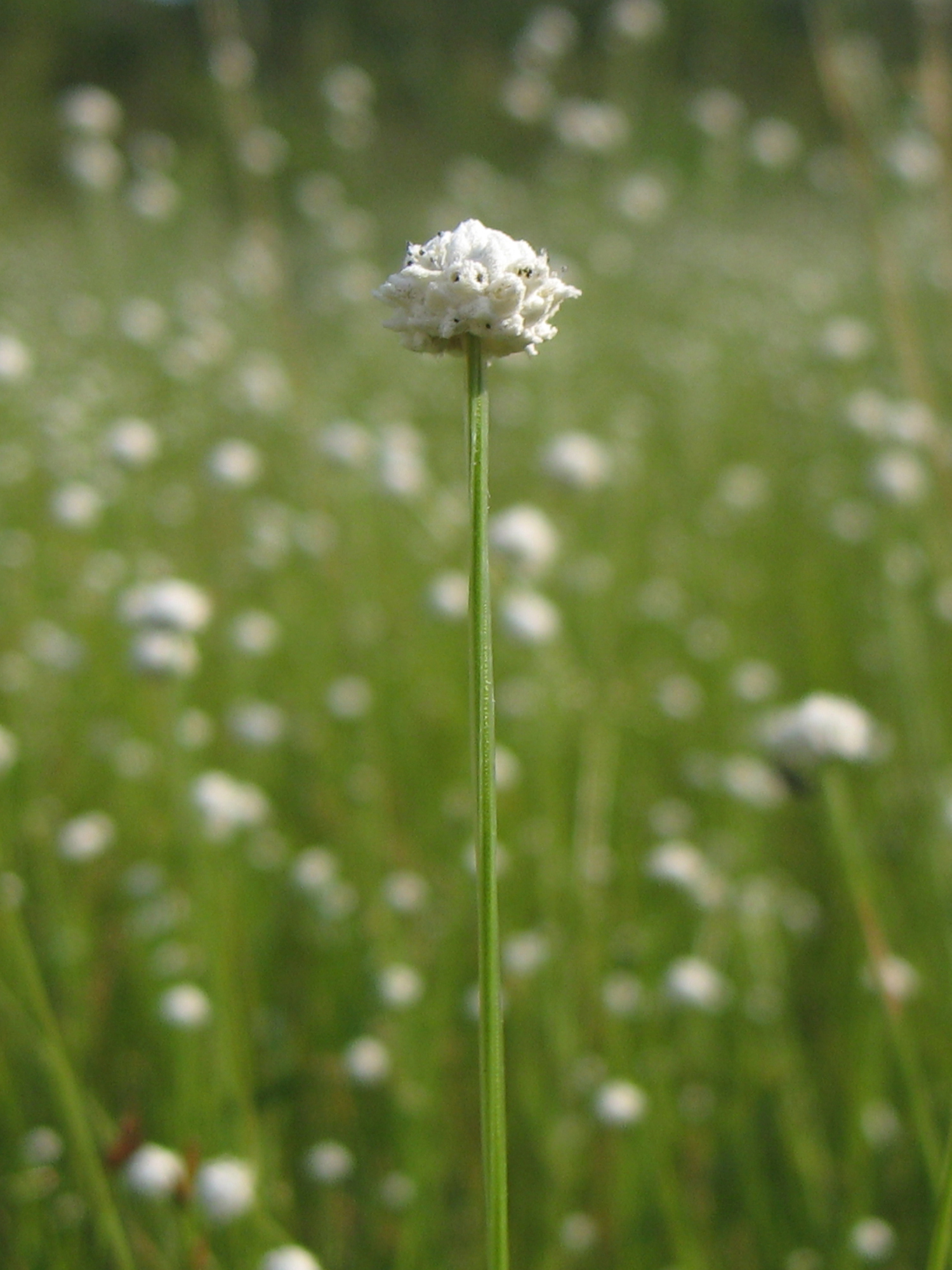
Unterfamilie Eriocauloideae: Blütenstand von Eriocaulon nudicuspe

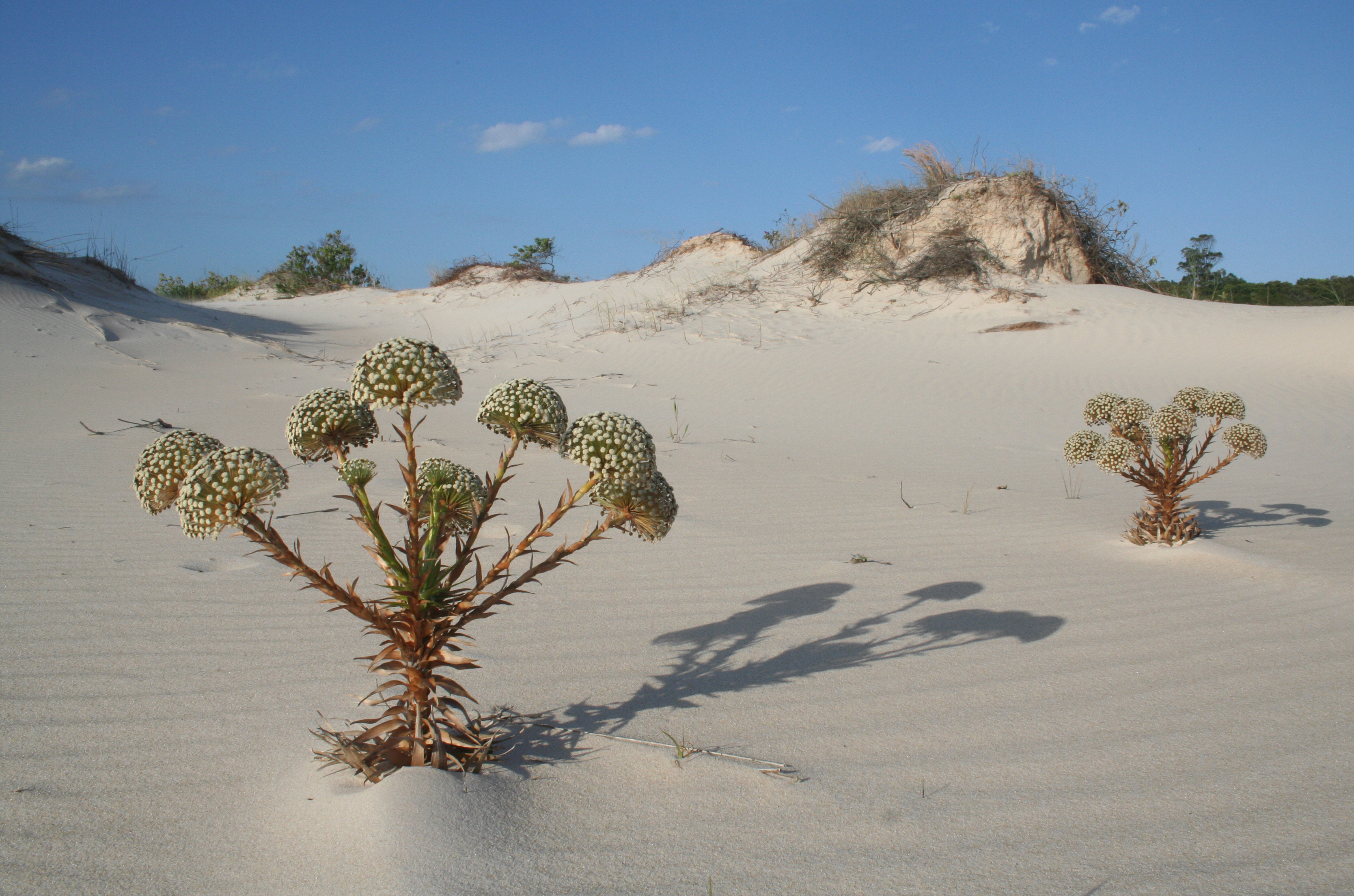
Unterfamilie Paepalanthoideae: Actinocephalus polyanthus

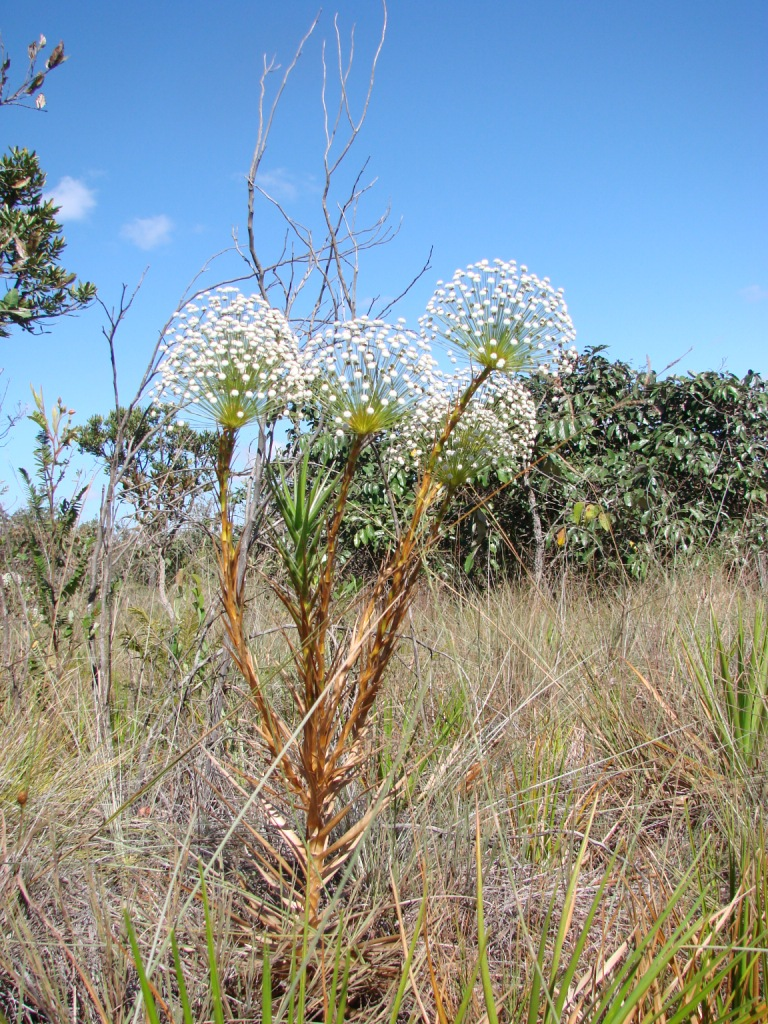
Unterfamilie Paepalanthoideae: Habitus und Blütenstand von Paepalanthus speciosus

Die Familie Eriocaulaceae wurde 1820 durch Ivan Ivanovič Martinov in Tekhno-Botanicheskīĭ Slovar': na latinskom i rossīĭskom iazykakh. Sanktpeterburgie 237 aufgestellt. Die Typusgattung ist Eriocaulon L.
Die eindeutig monophyletische Familie Eriocaulaceae wird in die Ordnung der Poales (Chase & al. 1995, Linder & Kellogg 1995, Stevenson & Loconte 1995, Givnish & al. 1999, Giulietti & al. 2000, Bremer 2002, APG III 2009) gestellt. Die vollständigste Bearbeitung der Familie erfolgte bisher durch Wilhelm Otto Eugen Ruhland 1903. Nun liegen mehrere neue Arbeiten vor, zuletzt durch Maria José Gomes de Andrade et al. 2010.
Die Arten der Eriocaulaceae sind vor allem in den Tropen und Subtropen vertreten, am artenreichsten in Südamerika. Wenige Arten kommen in den gemäßigten Gebieten vor, etwa im östlichen Nordamerika, auf den Britischen Inseln und in Japan. Sie gedeihen hauptsächlich in größeren Höhenlagen oder auf Hochebenen.
Die Familie Eriocaulaceae wird in zwei Unterfamilien gegliedert und enthält insgesamt neun (bis) elf Gattungen mit etwa 1400 Arten:
- Unterfamilie Eriocauloideae:
  - Eriocaulon L. (Syn.: Busseuillia R.Lesson, Cespa Hill, Chaetodiscus Steud., Dichrolepis Welw., Electrosperma F.Muell., Lasiolepis Boeckeler, Leucocephala Roxb., Nasmythia Huds., Randalia P.Beauv. ex Desv., Sphaerochloa P.Beauv. ex Desv., Symphachne P.Beauv. ex Desv.): Die etwa 468 Arten sind im nordwestlichen Europa, von den Subtropen bis Tropen der Alten Welt bis Russlands Fernem Osten und in der Neuen Welt weitverbreitet.[3]
  - Mesanthemum Körn.: Die etwa 15 Arten sind im tropischen Afrika und in Madagaskar verbreitet.[3]
- Unterfamilie Paepalanthoideae:
  - Actinocephalus (Körn.) Sano: Sie enthält etwa 49 Arten, die in Brasilien verbreitet sind.[3]
  - Blastocaulon Ruhland: Die fünf Arten sind in Brasilien verbreitet.
  - Lachnocaulon Kunth: Die sieben Arten sind in den südöstlichen USA bis Texas und auf Kuba verbreitet.[3]
  - Leiothrix Ruhland: Die etwa 64 Arten sind im tropischen Südamerika weitverbreitet.[3]
  - Paepalanthus Mart. nom. cons. (Syn.: Paepalanthus Kunth nom. illeg., Blastocaulon Ruhland, Cladocaulon Gardner, Dupatya Vell., Moldenkeanthus Morat): Sie enthält 410 bis 462 Arten. Sie besitzt ein disjunktes Areal in der Neotropis und im tropischen Afrika sowie Madagaskar.[3]
  - Rhodonanthus Herzog: Die etwa sechs Arten, inklusive Wurdackia Moldenke kommen nur auf dem Guayanaschild vor.
  - Syngonanthus Ruhland (Syn.: Philodice Mart., Limnoxeranthemum Salzm. ex Steud.): Sie enthält 146 bis 200 Arten, inklusive der Arten der ehemaligen Gattungen Comanthera L.B.Sm. und Carptotepala Moldenke. Sie besitzt ein disjunktes Areal in der Neotropis und im tropischen bis südlichen Afrika sowie Madagaskar.[3]
  - Tonina Aubl. (Syn.: Hyphydra Schreb.): Sie enthält nur eine Art:[3]
    - Tonina fluviatilis Aubl. (genannt auch Syngonanthus sp. „Belém“): Sie ist vom südlichen Mexiko über Zentralamerika und auf karibischen Inseln bis ins nördliche Südamerika in Gewässern mit weichem Wasser mit extrem niedriger Karbonathärte[4] weitverbreitet.[3]